# Bacchisa curticornis
Bacchisa curticornis är en skalbaggsart som beskrevs av Stefan von Breuning 1956. Bacchisa curticornis ingår i släktet Bacchisa och familjen långhorningar. Inga underarter finns listade.